# 聖ピオ十世会国際神学校

神学校本館。スイスのエコンにある聖ピオ十世会国際神学校は、現存する聖ピオ十世会の6つの神学校のうちで最初に建てられたものである。

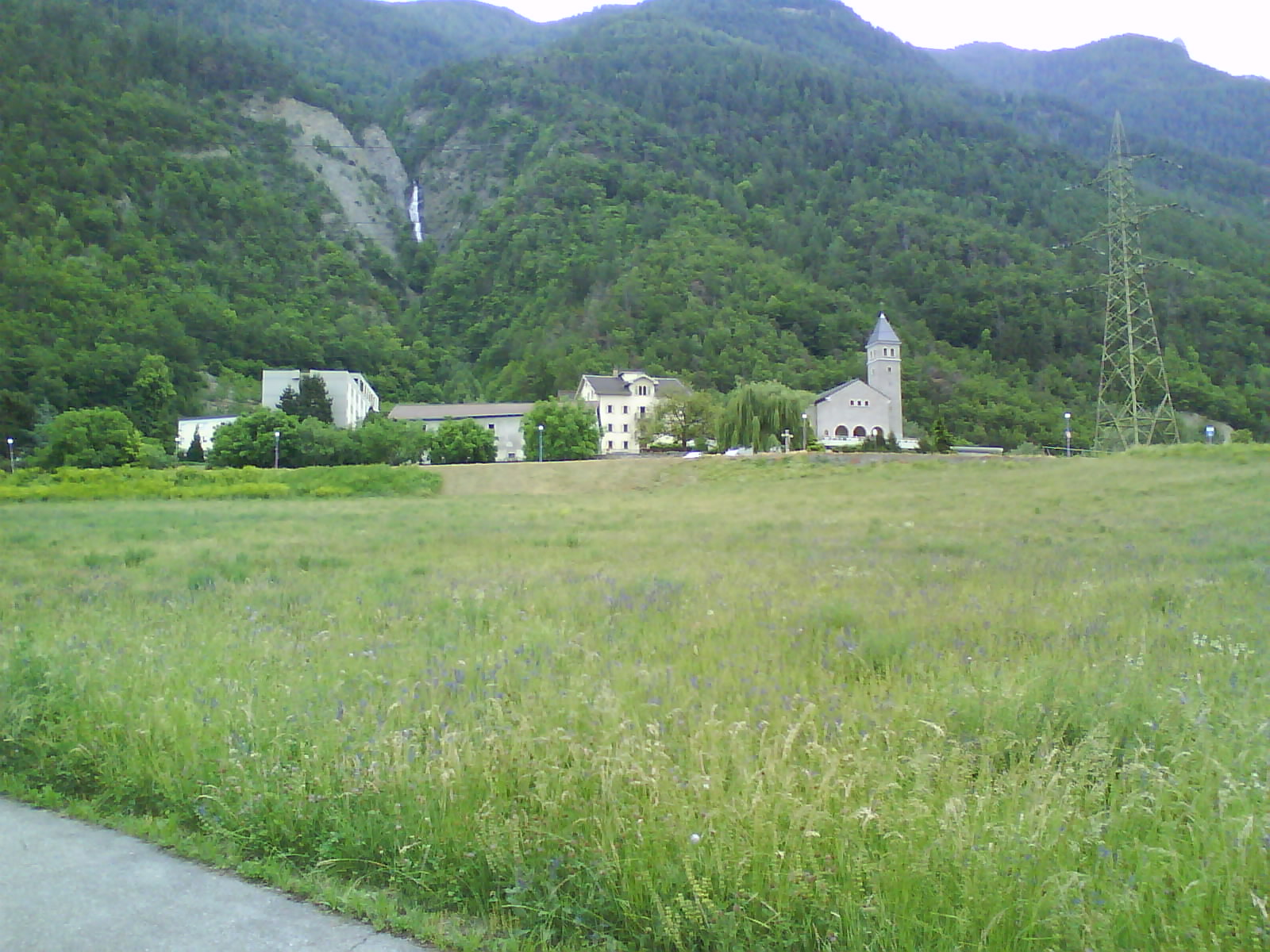
エコンの聖ピオ十世会国際神学校の遠影。

聖ピオ十世会国際神学校 (せいピオじっせいかいこくさいしんがっこう、英: International Seminary of Saint Pius X、仏: Séminaire Saint-Pie X)とは、スイスのヴァレー州エコン (Écône) に位置するローマ・カトリック聖伝主義の聖ピオ十世会 (SSPX) の大神学校であり、聖ピオ十世会の未来の司祭を養成する、地球上の6つの神学校のうちの1つである。
この神学校は1970年にマルセル・ルフェーブル大司教によって設立され、彼の眠る墓もこの敷地内に存在する。

## 歴史
聖ピオ十世会 (SSPX) はフリブールの司教の認可 (canonical approval) を受け、1970年にフランス人のマルセル・ルフェーブル大司教により設立された。ルフェーブル大司教は、聖霊修道会 (Holy Ghost Fathers) の前総長 (1962-1968) であり、第2バチカン公会議に参画した司教であり、また、彼が初期の司牧活動に多くを費やしたアフリカでは最もよく知られた宣教師の一人であった。聖霊修道会は1968年に憲章の改訂を始めたが、ルフェーブルはこれを近代主義と見做したため、彼は1968年に聖霊修道会の長を引退した。

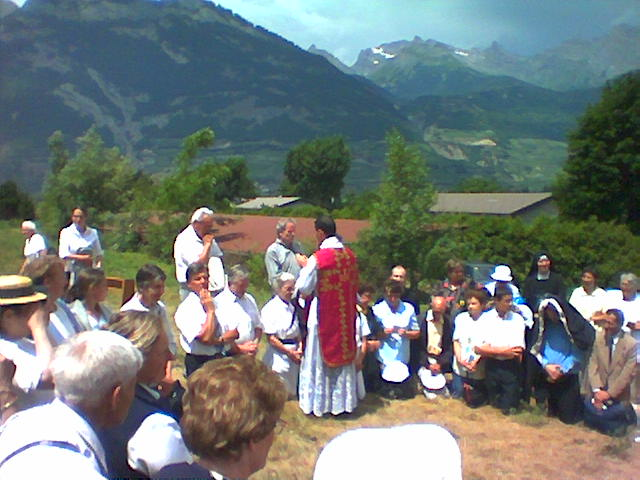
エコンのSSPX神学校にて、司祭叙階の直後に信徒を祝福する司祭

聖霊修道会総長辞任ののち間もなく、ルフェーブル大司教にはローマのフランス系神学校の学生らから接触があり、彼らはカトリックの聖伝に基づく伝統的な信念や教義を遵守しているために、学校側から迫害されていると、大司教に訴えた。学生らは、学業を完遂するための保守的な神学校を探していため、ルフェーブルは彼らにスイスのフリブール大学へ行くように指導した。
1970年、ルフェーブルは、Hauterive 修道院院長かつドミニコ会神学者および司祭であったマリ＝ドミニク・フィリップ (Marie-Dominique Philippe) に、神学生らを個人的に教育するよう促された。ルフェーブルはフリブールの司教に働きかけ、フリブールの司教は、司教を辞任する3か月前に、1970年11月1日の6日前の日付の文書で、正式に認められた宗教団体(religious institute)または使徒的生活の会になるための前段階であるピア・ユニオ (pia unio) 段階として、聖ピオ十世会(SSPX)の設立を認可した。裕福なスイス人信徒らが、この新たに結成された会の神学校をエコンに提供した。
この神学校は、カトリック教会の大多数の集団ですでに放棄されているような何世紀も前の慣習を学生に教えるため、「ヤマネコ神学校 (wildcat seminary)」なる評判を得た。1974年11月に神学校を訪れた2人の使徒的訪問者による声明に対し、ルフェーブルは反論として「宣言(Declaration)」を発表した。 1988年、ルフェーブルは神学校で教皇の承認なしに4人の司教を奉献した。これにより聖座から latae sententiaeが出され、ルフェーブルは破門された 。
ルフェーブルは1991年に死去するまで敷地内の私用アパートメントに居住しており、死去後はすぐ近くの墓に葬られた。この墓にはシルヴィオ・オッディ (Silvio Oddi) 枢機卿が1992年に訪問している。

## 参照
1. ↑  The Wanderer Interviews Fr. Aulagnier, SSPX Archived 2016-03-04 at the Wayback Machine., Luc Gagnon, September 18, 2003
2. ↑  Davies, Michael (1979). “Chapter 2: A New Apostolate"”. Apologia Pro Marcel Lefebvre. 1. "The success of Ecône provided so dramatic a contrast to this débâcle that its very existence became intolerable for some French bishops. They referred to it as Le Séminaire Sauvage—the Wildcat Seminary—giving the impression that it had been set up illegally without the authorization of the Vatican. This appellation was seized upon gleefully by the Liberal Catholic press throughout the world and soon the terms ‘Ecône’ and ‘Wildcat Seminary’ became synonymous."
3. ↑  Declaration Archived June 20, 2006, at the Wayback Machine.
4. ↑  “Decree of excommunication on Marcel Lefebvre” (1988年7月1日). 2015年8月21日閲覧。